# Premi Polaris
|  | Per a altres significats, vegeu «Premi de Música Polaris». |

El Premi Polaris és el guardó més important de l'aviació civil. És atorgat per la Federació Internacional d'Associacions de Pilots de Línies Aèries (IFALPA) a tripulants d'aerolínies en reconeixement d'actes de gran pilotatge, heroisme o una combinació de les dues coses. En casos extraordinaris, els passatgers també poden ser guardonats pel seu heroisme. Els premis no s'atorguen cada any, però es presenten a la conferència anual de la IFALPA.

## Historial
| Any  | Pilot                         | Copilot            | Altres tripulants                                    | Incident                               | Descripció                                                                             |
| ---- | ----------------------------- | ------------------ | ---------------------------------------------------- | -------------------------------------- | -------------------------------------------------------------------------------------- |
| 1983 | Donald W. Usher               | Melvin E. Windsor  |                                                      | Vol 90 d'Air Florida                   | Tripulació d'un helicòpter de rescat                                                   |
| 1984 | Donald S. Cameron             | Claude Ouimet      |                                                      | Vol 797 d'Air Canada                   | Incendi a la cabina                                                                    |
| 1985 | J. Gibson                     | G. Lintner         | G Laurin (enginyer de vol)                           | Vol 8 de Reeve Aleutian Airways        | Pèrdua de l'hèlice i bloqueig dels controls de vol en un L188 Electra                  |
| 1986 | Hani Galal                    | Imad Mounib        |                                                      | Vol 648 d'EgyptAir                     | Segrest                                                                                |
| 1987 | M Takahama                    | Y. Sasaki          | H. Fukuda (enginyer de vol)                          | Vol 123 de Japan Airlines              | Descompressió i pèrdua de control                                                      |
| 1989 | R. L. Schornstheimer          | M. L. Tompkins     |                                                      | Vol 243 d'Aloha Airlines               | Descompressió explosiva                                                                |
| 1990 | Alfred C. Haynes              | William Records    | Dudley Dvorak (enginyer), Dennis E. Fitch (capità)   | Vol 232 de United Airlines             | Fallada descontrolada d'un motor i fallada total dels sistemes hidràulics i de control |
| 1991 | A. Grísxenko                  |                    |                                                      | Accident de Txernòbil                  | Pilot d'helicòpter que volà per sobre del reactor per vessar-hi ciment                 |
| 1992 | Stefan G. Rasmussen           | Ulf Cedermark      |                                                      | Vol 751 de Scandinavian Airlines       | Fallada dels dos motors just després de l'enlairament                                  |
|      | Alastair Atchison             |                    |                                                      | Vol 5390 de British Airways            | Fallada del parabrisa                                                                  |
|      | W. C. Query                   | Q. E. Haynes       |                                                      | Vol 2254 d'Atlantic Southeast Airlines | Col·lisió en ple vol                                                                   |
| 1993 | C. Justiniano                 |                    |                                                      |                                        | Segrest, dos aterratges forçats amb èxit                                               |
| 1996 | A. Faria e Mello              |                    |                                                      |                                        | Pilot paraplègic amb cadira de rodes                                                   |
|      | B. Dhellemme                  | Jean-Paul Borderie | Alain Bossuat (enginyer de vol)                      | Vol 8969 d'Air France                  | Segrest                                                                                |
| 1998 | L. Abate                      | M Mekuria          |                                                      | Vol 961 d'Ethiopian Airlines           | Segrest i ameratge                                                                     |
| 1999 | U. Khan                       | M. F. Querishi     |                                                      |                                        | Segrest                                                                                |
| 2000 | N. Nagashima                  | Ka Koga            |                                                      | Vol 61 d'All Nippon Airways            | Segrest                                                                                |
|      | J. Yamauchi                   |                    |                                                      |                                        |                                                                                        |
|      | T. Higuchi                    |                    |                                                      |                                        |                                                                                        |
|      | H. Takagi                     |                    |                                                      |                                        |                                                                                        |
|      | H. Nishikata                  |                    |                                                      |                                        |                                                                                        |
|      | Y. Iwai                       | D. Sugama          |                                                      |                                        |                                                                                        |
| 2001 | William Hagan                 | Richard Webb       | Phil Watson (copilot)                                | Vol 2069 de British Airways            | Intent de segrest                                                                      |
| 2001 | Jason M. Dahl                 | Leroy Homer        |                                                      | Vol 93 de United Airlines              | Atemptats de l'11 de setembre                                                          |
| 2001 | Victor Saracini               | Michael Horrocks   |                                                      | Vol 175 de United Airlines             | Atemptats de l'11 de setembre                                                          |
| 2001 | John Ogonowski                | Thomas McGuinness  |                                                      | Vol 11 d'American Airlines             | Atemptats de l'11 de setembre                                                          |
| 2001 | Charles Burlingame            | David Charlesbois  |                                                      | Vol 77 d'American Airlines             | Atemptats de l'11 de setembre                                                          |
| 2005 | Éric Gennotte                 | Steeve Michielsen  | Mario Rofail (enginyer de vol)                       | Atac contra DHL a Bagdad del 2003      | Pèrdua de tots els sistemes hidràulics i de control                                    |
|      | I. Lyngmo                     | K. M. Andresen     |                                                      | Kato Air                               | Llampec i posterior pèrdua de control dels elevadors                                   |
|      | S. M. Lian                    | K. M. Andresen     | Odd Eriksen, T. Frantzen                             | Kato Air                               | Intent de segrest                                                                      |
|      | L. Kurka                      | M. Turk            |                                                      | Austrian Airlines                      | Fallada dels dos motors en un Fokker 70                                                |
| 2008 | T. Arnold                     |                    |                                                      | Nationwide Airlines                    | Separació d'un motor                                                                   |
| 2009 | D. McMillan                   | R. Haverfield      |                                                      | Vol 2279 d'Eagle Airways               | Intent de segrest                                                                      |
| 2010 | J. Bartels                    | B. Werninghaus     | P. Tabac                                             | Vol 30 de Qantas                       | Explosió d'una bombona d'oxigen i despressurització ràpida                             |
| 2011 | Richard Champion de Crespigny | M. Hicks           | M. Johnson, H. Wubben (capità), David Evans (capità) | Vol 32 de Qantas                       | Fallada descontrolada d'un motor                                                       |
| 2014 | Malcolm Waters                | David Hayhoe       |                                                      | Vol 780 de Cathay Pacific              | Contaminació de combustible i posterior bloqueig d'un motor a un alt nivell d'impuls   |